# Comin' in Hot
„Comin' in Hot“ je třetí píseň a čtvrtý singl z alba American Tragedy od americké raprockové skupiny Hollywood Undead. Jedná se o již desátý singl, který skupina vydala, přičemž nejdříve byla na internet uvolněna jeho alternativní verze za účelem propagace desky. Tato verze, vypuštěna zadarmo již v lednu 2011, obsahovala jiný text a nástroje byly mnohem hlasitější než na verzi studiové.
Videoklip byl vypuštěn s vydání studiové verze singlu 9. dubna 2011. Remix z dílny britského elektronického dua Wideboys se pak objevil na kompilačním albu American Tragedy Redux. Comin' in Hot (v českém překladu zhruba „přicházím se stylem“) je prvním singlem z alba, který opustil temnou atmosféru, jenž nastínily předchozí tři – „Hear Me Now“, „Been to Hell“ nebo „Coming Back Down“. Zatímco první obsahoval motiv ztracené víry, druhý motiv zmaru a nenaplněných očekávání a třetí smrt blízkého, tento singl se soustředí na večerní zábavu a přináší s sebou značné množství kulturních referencí. První část zpívá Jordon Terrell, druhou má na starosti Dylan Alvarez, přičemž refrén zpívá Daniel Murillo.

## Videoklip
Režiséry videoklipu byli Kai Henry a Robert Corbi, přičemž se jedná o videoklip s odlehčeným tématem, stojící jako naprostý protiklad k videoklipům, jenž obdržely předchozí singly jako „Been to Hell“ nebo „Coming Back Down“. Video je naotčeno v jakéms westernovém stylu, kde se na poli pachtí Terrell, Alvarez a Decker, všichni v mexických kostýmech s falešními kníry, zatímco pozorují skupinku dívek u nedalekého domku jejich šéfa, seňora Cockblocka. Toho hraje, v písni nezpívající, George Ragan s falešným dlouhým vousem. Hudbě v začátku videoklipu předchází zhruba dvouminutová konverzace, kde si tři pracující mexičtí dělníci stěžují, jak je dívky z farmy provokují a oni kvůli tomu mají problémy se seňorem Cockblockem. Když začne hudba, tak skupina vystupuje poměrně nezvykle bez svých masek, což se změní v poslední třetině klipu, kde se obraz změní a skupina již vystupuje v jejich typických maskách.

## Autoři
Skupina
- Dylan Alvarez – vokály
- Jordon Terrell – vokály, zpěv, hudba, produkce, kytara, nahrávání
- Daniel Murillo – zpěv
- Matthew Busek – bicí
- Jorel Decker – klávesy, syntetizér, piáno, kytara, baskytara, hudba, produkce, nahrávání
- George Ragan – hudba

Další
- Griffin Boice – produkce, programování, nahrávání
- Kai Henry – režie
- Robert Corbi – režie